# Bulbophyllum depressum
Bulbophyllum depressum är en orkidéart som beskrevs av George King och Robert Pantling. Bulbophyllum depressum ingår i släktet Bulbophyllum och familjen orkidéer. Inga underarter finns listade i Catalogue of Life.